# أل باركر (فنان)
أل باركر (بالإنجليزية: Al Parker)‏ هو فنان أمريكي، ولد في 16 أكتوبر 1906، وتوفي في 1985.